# Hip house
Hip house eller House rap är en fusion mellan hiphop-genren och house. En känd hip house-låt är Jungle Brothers Girl I'll House You.